# Antic Molí del Farrer Vell
L'antic Molí del Farrer Vell o Cal Blai és una obra de Vinaixa (Garrigues) inclosa a l'Inventari del Patrimoni Arquitectònic de Catalunya.

## Descripció
Ruïnes de l'antic molí de farina. Avui tan sols resta una volta de canó feta de carreus de pedra deixats a la vista. Són carreus d'una mida mitjana, ben escairats, disposats en filades, en alguns d'ells encara es poden veure senyals dels picapedrers. Per la seva estructura sembla que podria haver constat de dos o tres pisos d'alçada.

## Història
Es construí el 1333, és l'antic molí de farina i s'anomenava "cal Blai". Segons les fonts orals, també és conegut com a Cal Gris. Romangué en funcionament fins a 1860-1870, quan li van haver de treure la bassa de la que s'alimentava d'aigua.